# 阿披实·威差奇瓦
馬克·阿披實·威差奇瓦（皇家轉寫：Mark Aphisit Wetchachiwa，泰語發音：[mɐ́ːɹk̚ ʔɐ̀.pʰí.ɕìt̚ ʋɪ̌ːt̚.ʃɐ̄ː.ʃiːʋɐ́]；1964年8月3日—），泰國政治家。他曾任泰國首相、民主黨主席、反對黨領袖。

## 早期生活
阿披實1964年在英國諾森伯蘭郡沃爾森德瑪麗郡主婦產科醫院出生；父母都是醫學教授，父親也是位政治家。 阿披實曾於伊頓公學就讀，並在牛津大學完成哲學、政治學及經濟學學士課程，畢業後短暫在朱拉薩功皇家軍事學院任教，後來重返牛津攻讀經濟學碩士課程。爾後於曼谷法政大學任經濟學講師；1990年在兰甘亨大学獲得法學學士學位。

## 政治生涯

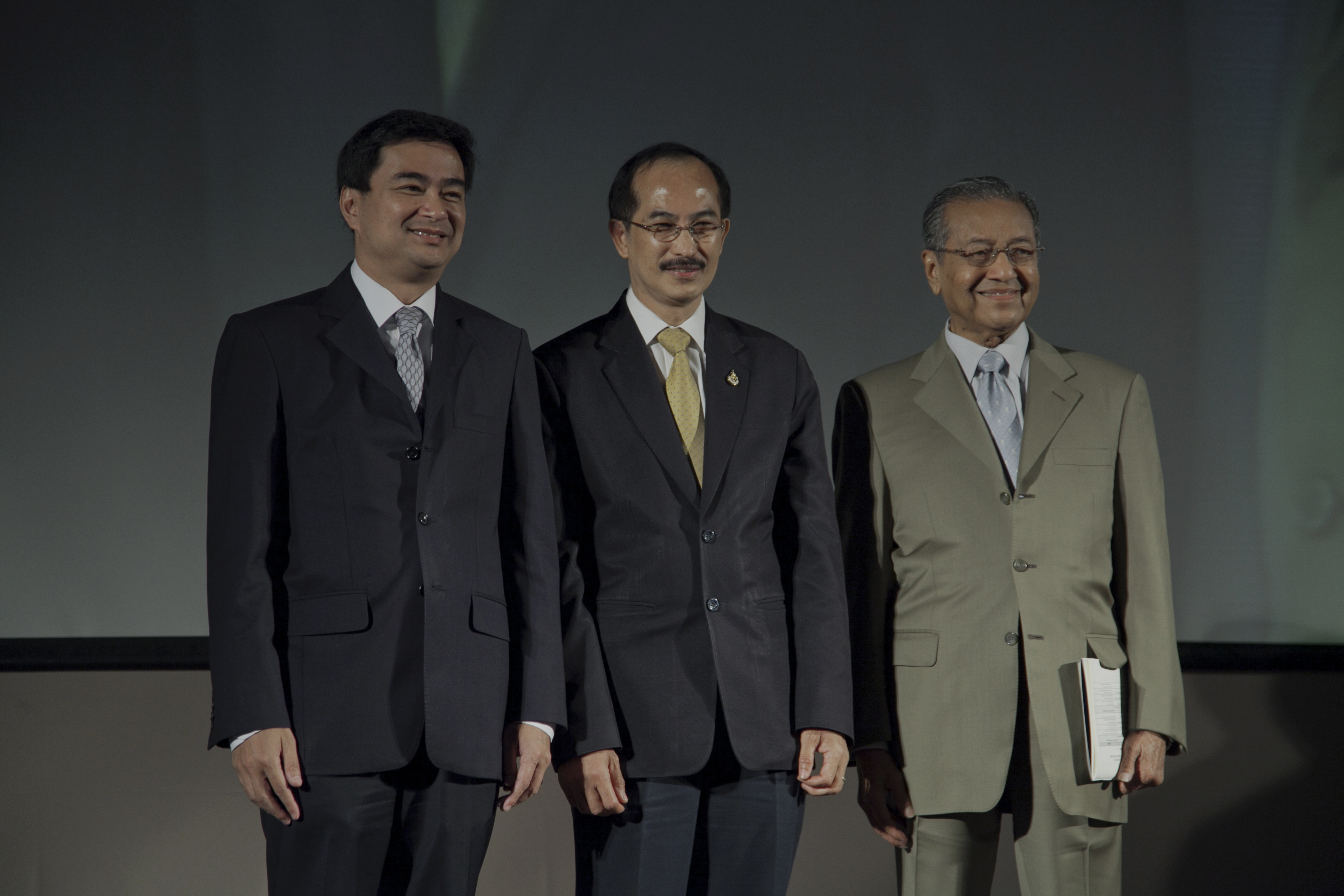
2012年9月7日阿披實与马来西亚前首相马哈迪·莫哈末（右一）会面

阿披實在1992年以民主黨籍身份於曼谷選區當選國會議員，是當時最年輕的國會議員。
2005年民主黨時任黨主席的挽若·班他探在選舉中敗於他信·西那瓦領導的泰愛泰黨後引咎辭職，阿披實獲選為新任黨主席。
2008年12月15日，阿披實於國會的首相選舉中獲勝，接替在12月2日被泰國憲法法庭裁定5年內都不可參政的頌猜·旺沙瓦擔任首相，成為泰國史上第27位（35任）首相。2009年1月11日，阿披實所屬的民主黨於國會補選中大勝，使阿披實的執政優勢得以延續； 但是一年後，前首相他信·西那瓦的支持者要求國會提前全面改選未果而集結於泰國曼谷抗爭，並因執政者動用武力而升高政治衝突。
2010年5月下令軍隊鎮壓紅衫軍，造成40多人死亡。
2011年7月3日，泰國舉行四年來首次的國會選舉，選舉結果由獲他信支持的為泰黨取得國會過半席次的265席，為泰黨領導人也是該黨首席候選人、前首相他信·西那瓦之妹英拉·西那瓦成為新任泰國首相，而執政的民主黨僅獲得159席，成為第二大黨。獲他信支持的政黨第五次贏得大選。泰國首相兼該黨黨魁艾比希承認敗選，並將辭去黨魁一職，並表示民主黨將在90天內重新選舉新任領導人，之後他續任民主黨黨魁，擔任國會反對黨領袖。
2019年3月，因泰国大选民主黨选举失利，阿披实再次辞去民主党党主席职务。

## 个人观点
2018年5月11日，阿披实就马来西亚前首相马哈迪·莫哈末赢得2018年5月9日马来西亚大选一事通过LINE向支持者们传话：马来西亚此次大选使许多人感到奇怪，许多事情意外地发生了。谁都没想到93岁高龄的马哈迪还能当选一国领导人。对于我们来说最值得学习的是，即使过程中受到对手利用政府力量多次捣乱，每位民众都要行使自己的大选投票权来反抗腐败的政府。

## 争议

### 国籍争议
艾比希於2011年在國會坦然自己為雙重國籍身份，另擁有英國國籍，此舉引發全國軒然大波。艾比希表示：「我的心態很明確，雖然我在英國出生，但我覺得自己是泰國人，我在英國求學，但我想回到泰國工作與居住，我只想為國家利益服務，從沒有其他念頭」。

## 外部連結
- 官方網站 （页面存档备份，存于）（泰語）